# Château de Requesens
Le château de Requesens est une forteresse reconstruite au XIXe siècle et située au sein de la commune de La Jonquera.

## Situation

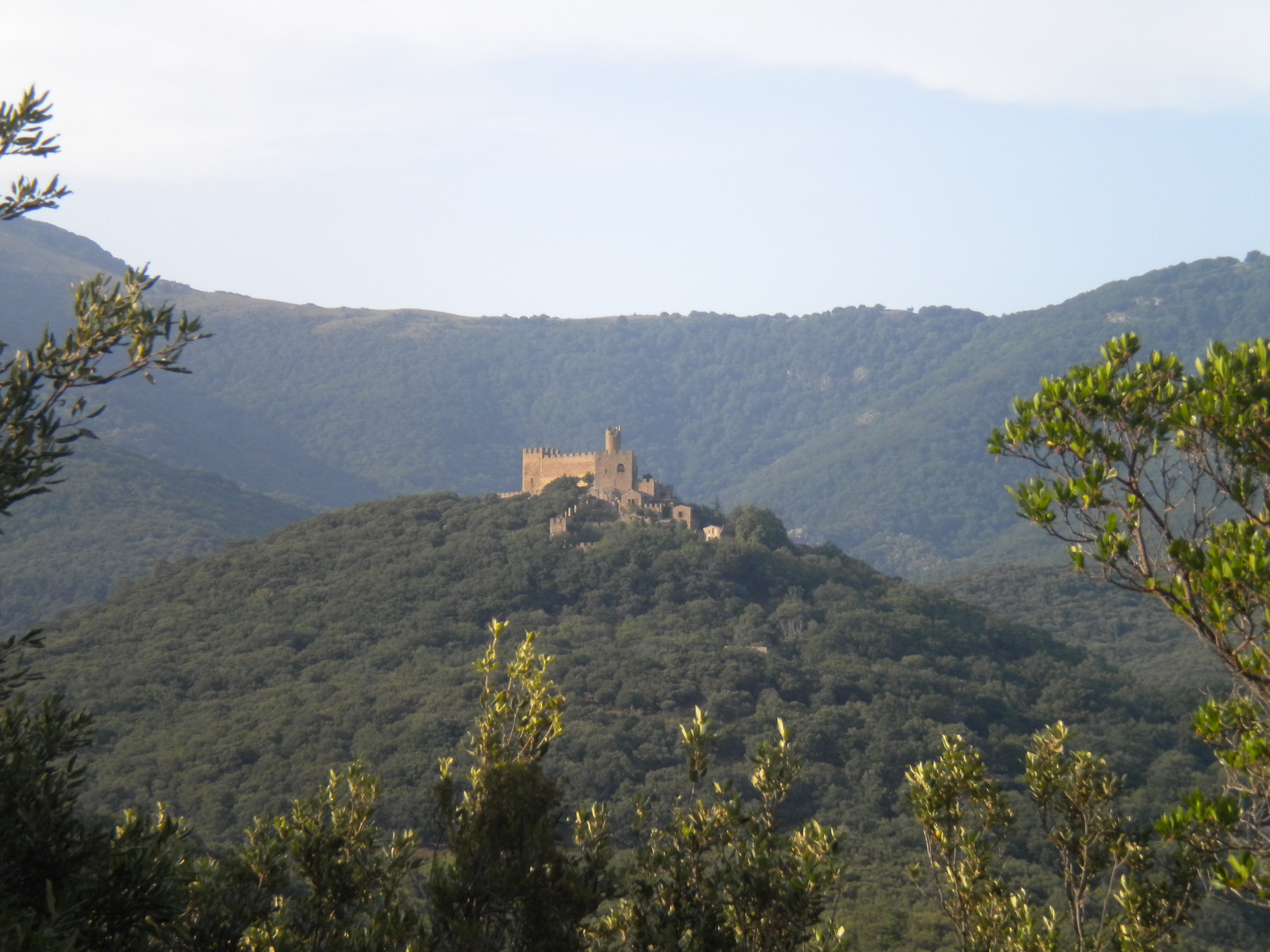
Le château dans son environnement.

La forteresse se dresse sur le haut d’une colline du massif des Albères, à proximité de la frontière avec la France, constituant ainsi un point stratégique de défense notamment en raison du puig Neulós septentrional.

## Château féodal
Vue panoramique du château depuis le col du Medàs
Mentionné dans le mémoire de rancunes adressé par le comte Ponç I d'Empúries à son cousin, le comte Gausfred II de Rosselló, et à son fils Guislabert (datable vers 1040-1071), dans lequel le premier protestait contre la construction probablement récente de ce château (Castrum de Recosin) par ces derniers sur un alluvion qu'ils avaient confié des terres dans le comté d'Empúries.
La construction de ce premier château documenté à Requesens s'inscrit dans le cadre des conflits entre les deux comtés à la suite de leur séparation à la fin du Xe siècle. Les comtes de Rosselló maintinrent son domaine, dans le comté d'Empúries, jusqu'à son extinction. La seigneurie de Requesens (dominicaturam de Rechesen) fut reconnue par l'accord entre les comtes respectifs en 1075 et le domaine sur le château (castrum Rechosindo) est mentionné à nouveau dans le renouvellement de celui-ci en 1085 et dans un autre accord de l'année 1121. Les comtes du Roussillon ou les personnages auxquels il était inféodé y possédaient un château, qui durant la première moitié du XIIe siècle appartenaient à la même famille comtale, signe évident de l'intérêt qu'ils y portaient.
Le château de Requesens dans une image d'environ 1890
Tous ces personnages devaient allégeance au comte d'Empúries ainsi qu'au vicomte de Peralada, sur le territoire duquel se trouvait la forteresse. Au XIIe siècle, les affrontements entre tous ceux-ci, à la suite de l'alliance entre les Rocabertí, vicomtes de Peralada, et les comtes de Rosselló, firent du château de Requesens un facteur vivant de conflit. L'une de ces confrontations, précisément connue sous le nom de Guerre de Requesens (1047-1072), débuta avec la prise du château par le comte Ponç II d'Empúries. Il vit avec inquiétude comment ses domaines étaient isolés et entourés par les terres d'un seul seigneur, le comte de Barcelone, qui s'empara également du comté de Rosselló en 1172. Pour pacifier la région, le nouveau seigneur de Rosselló, le comte -le roi Alphonse le Chaste renonça alors aux droits qui lui correspondaient sur Requesens en faveur du comte d'Emporita, qui obtint ainsi la pleine domination.
Il reste très peu de vestiges du château qui fut le protagoniste de ces événements, situés dans la zone de l'enceinte supérieure, qui au XIIIe siècle, lors de la construction de la nouvelle enceinte extérieure, était connue sous le nom de forteresse plus grande ou supérieure.

## Histoire
Le château de Requesens est documenté en 1050, c’est Gausfred II du Roussillon qui le fit construire sur les terres du comte Ponç Ier d’Empúries, ce qui entraîna des procès entre l’un et l’autre jusqu'en 1148, où Ponç envoya ses soldats et le vainquit dans la guerre dite « de Requesens ».
Au XVe siècle, Requesens fait partie des Rocabertí, mais la forteresse est peu considérée, perdant de plus sa valeur stratégique dès le siècle suivant avec l'arrivée de l'artillerie.

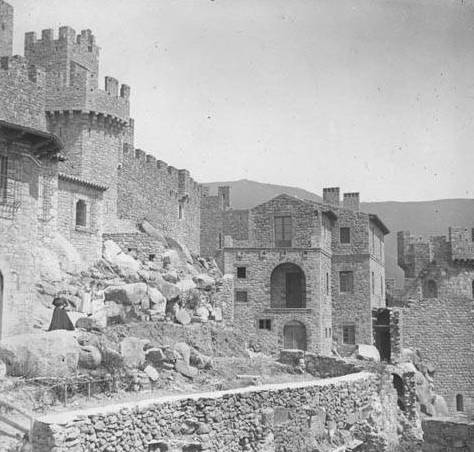
Le château à la fin du XIXe siècle.

Le château ruiné est ensuite reconstruit durant la fin du XIXe siècle par le comte de Peralada Tomàs de Rocabertí-Dameto (mort en 1898) et achevé par sa sœur Joana Aldelaida. Il est inauguré le 24 juin 1899.
En 1923, le château ainsi que la grande propriété attenante sont vendus à des industriels majorquins qui exploitent intensivement la forêt de la région. Plusieurs changements de propriétaires  auront lieu dans les décennies suivantes, avec une occupation militaire également, le tout impliquant des dégradations de l'édifice.
Au XXIe siècle, le château n'est pas habité mais il est ouvert à la visite.
Il reste très peu de vestiges du château qui fut le protagoniste de ces événements, situés dans la zone de l'enceinte supérieure, qui au XIIIe siècle, lors de la construction de la nouvelle enceinte extérieure, était connue sous le nom de forteresse plus grande ou supérieure.
Armes de la famille Rocabertí
Les écuries du château de Requesens
Deuxième et troisième circonscriptions
À la fin du XIIe siècle et au XIIIe siècle, apparaissent documentés différents individus connus sous le nom de Requesens, qui étaient, apparemment, castlans ou seigneurs du château du comte d'Empúries. Ainsi, un Arnau de Requesens (mort après 1256) est documenté à Gérone en 1181 et un Guillem de Requesens (mort après 1262) est répertorié comme seigneur du château. On suppose, bien qu'aucune preuve n'ait été trouvée, que de la lignée de ces seigneurs du château - qui, en revanche, n'est plus documentée plus tard - la lignée des Requesens, issus de marchands et de citoyens, anoblis plus tard (comtes de Palamós), documenté à Tarragone dès 1272 et qui a donné des personnages importants à l'histoire de la Catalogne aux XVe et XVIe siècles. Le susnommé Guillem de Requesens acquit, par mariage, la tour ou forteresse de Cabrera dans la ville de Gérone, appelée château de Cabrera puis Requesens, qui appartenait aux Montcadas. L'héritage de Guillem passera aux Botonac et plus tard (début du XIVe siècle) aux Castellnou, nobles du Roussillon qui se faisaient parfois aussi appeler Requesens.
Lors de la croisade contre la couronne d'Aragon, le château et son éminent seigneur, le comte d'Empúries, restèrent fidèles à Pierre le Grand pendant l'invasion et c'est ce que rapporte Bernat Desclot dans sa Chronique. Dans cette guerre, il fut assiégé par les Français (été 1285), mais ils ne réussirent pas à le prendre. Mais en 1288, elle fut brièvement occupée et pillée par une armée française au service de Jacques II de Majorque, qui envahit l'Empordà.
Pere I d'Empúries (1325-1341) acquit des Castellnou la seigneurie du château de Requesens, complétant ainsi le domaine comtal. Il resta sous le contrôle des comtes d'Empúries jusqu'au retour du comté à la couronne en 1402, lorsque le testament du dernier comte, Père II d'Empúries, fut déclaré nul en faveur de son épouse Joana de Rocabertí et, alternativement , de son beau-frère, le vicomte Jofre VI de Rocabertí. Malgré cela, ce testament fut invoqué avec succès par le vicomte Dalmau VIII de Rocabertí pour obtenir des nouveaux rois de Trastàmara certaines propriétés sur le territoire de l'ancien comté de l'Emporium, parmi lesquelles le château de Requesens (1418), offert par Alphonse le Magnanime. Les vicomtes de Rocabertí (plus tard comtes de Peralada) en conserveront la possession jusqu'à la fin du XIXe siècle.

## Architecture
Le nouvel édifice arbore un style néo médiéval, avec trois remparts, des tours rondes et carrées, des cours et des escaliers en pierre. Il reste très peu de vestiges du château médiéval ; ils sont situés dans la zone de l'enceinte supérieure.
Dans l'enceinte inférieure se trouve une chapelle dédiée à la Vierge de la Providence, dans laquelle ont été réutilisés des éléments romans d'autres édifices de la région ou d'origine française.

## Protection
Depuis le 5 mai 1949, tous les châteaux en Espagne font l'objet d’un classement en tant que monument historique au titre de bien d'intérêt culturel. Le château de Requesens est enregistré depuis le 8 novembre 1988 sous la référence RI-51-0005929.
Il fait également l’objet d’un classement en Catalogne au titre de bien culturel d'intérêt national depuis le 22 avril 1949 sous la référence 952-MH.

## Galerie

Éléments du château de Requesens
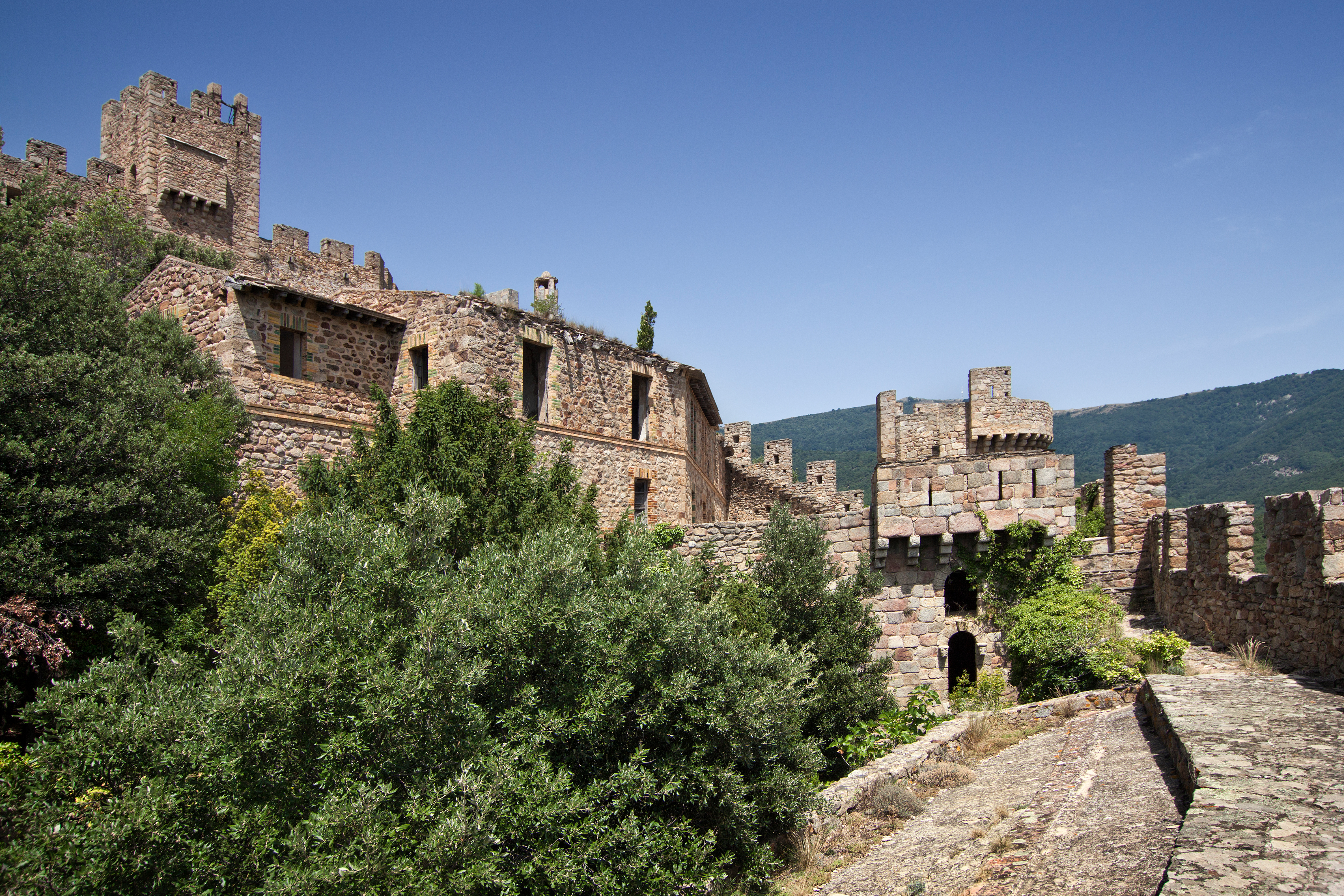
Vue d'ensemble.
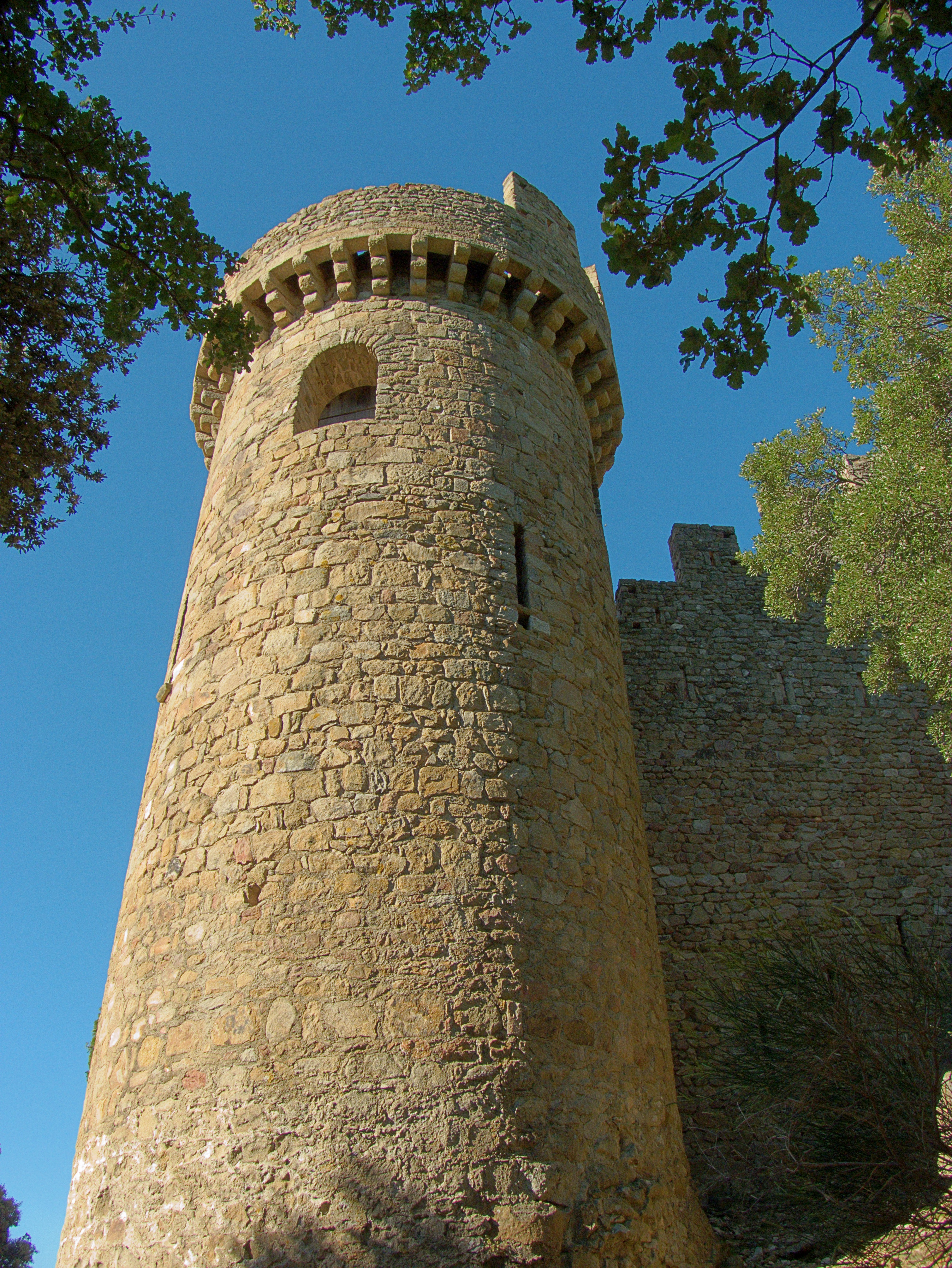
La tour ronde.
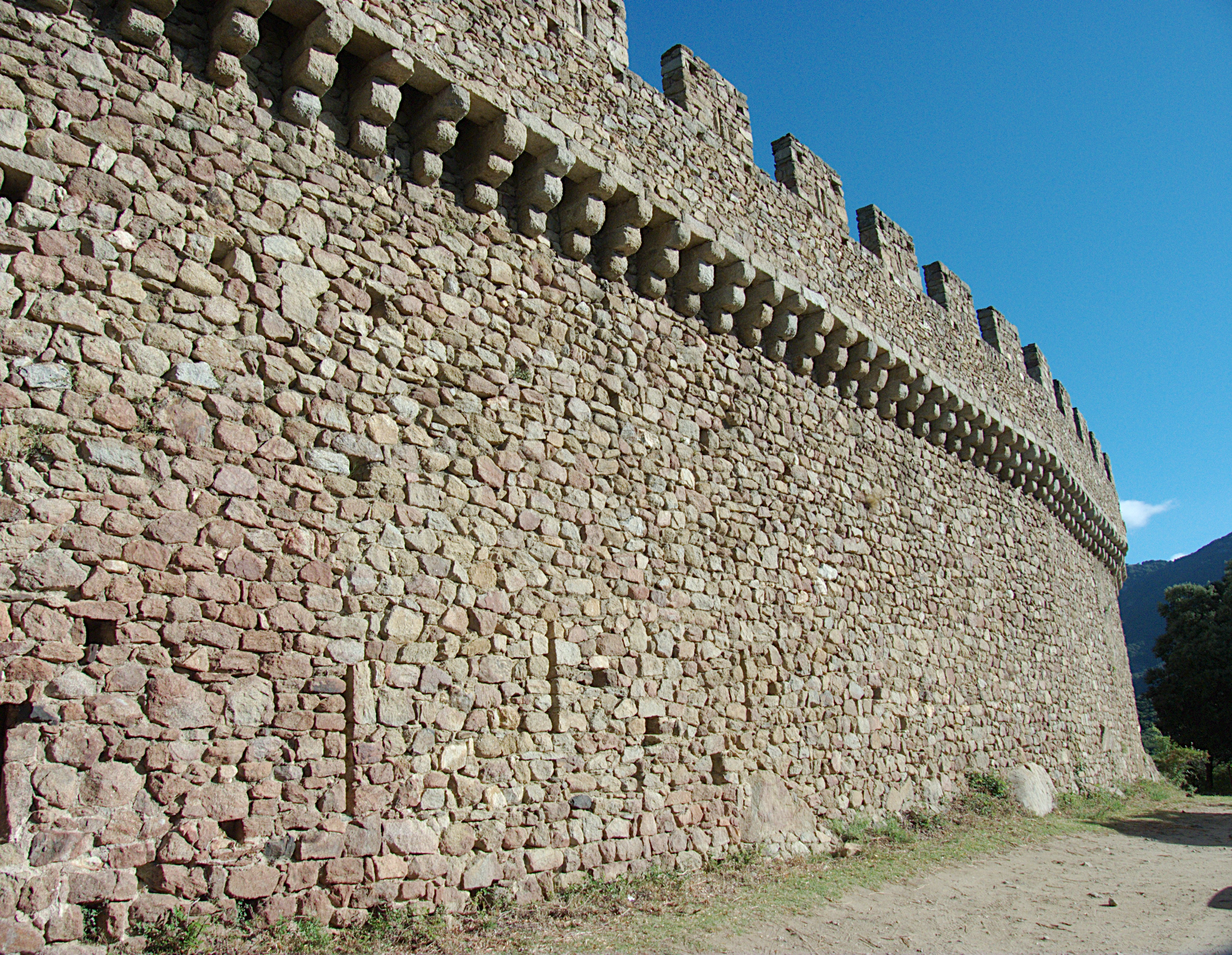
Une muraille.
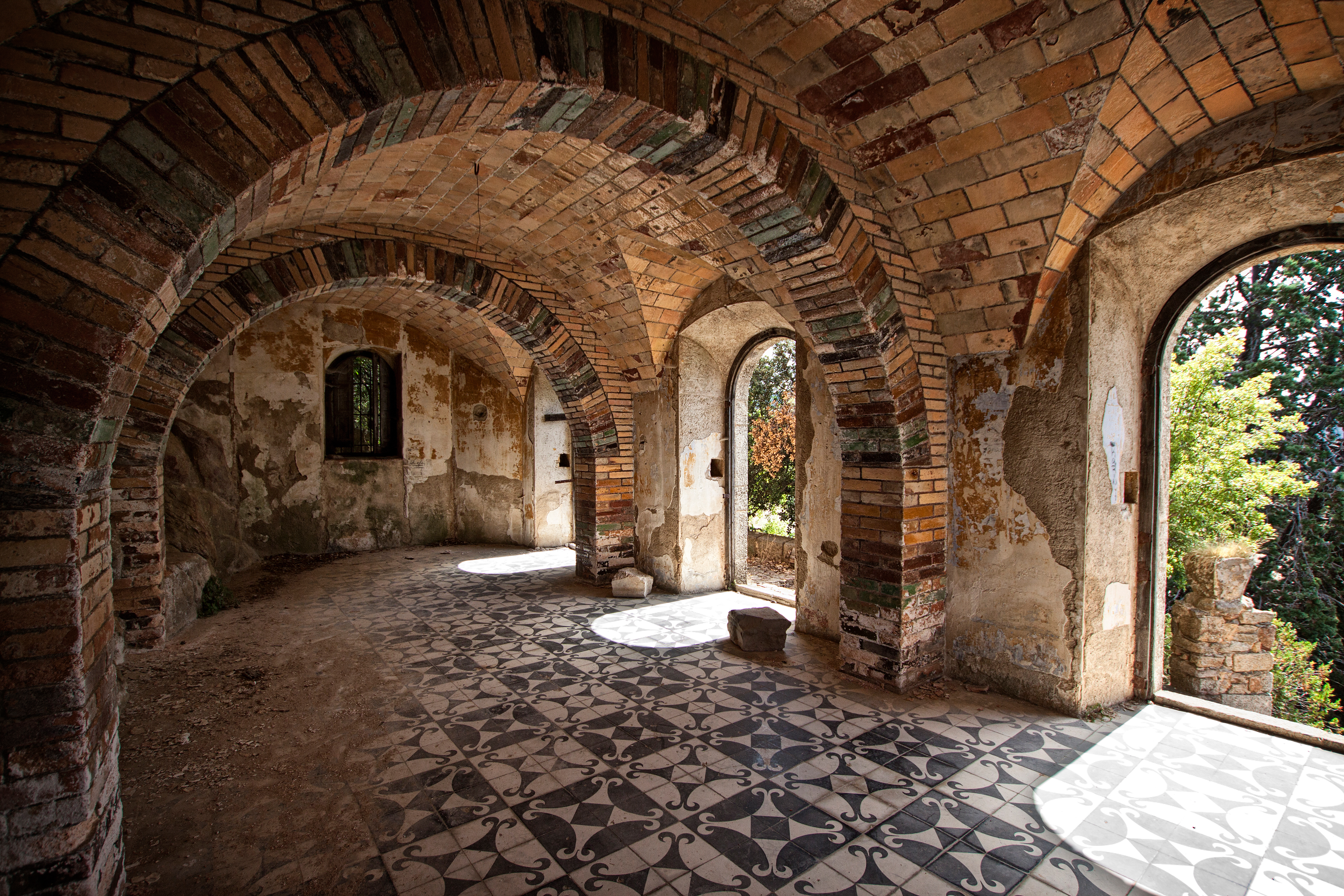
L'intérieur.
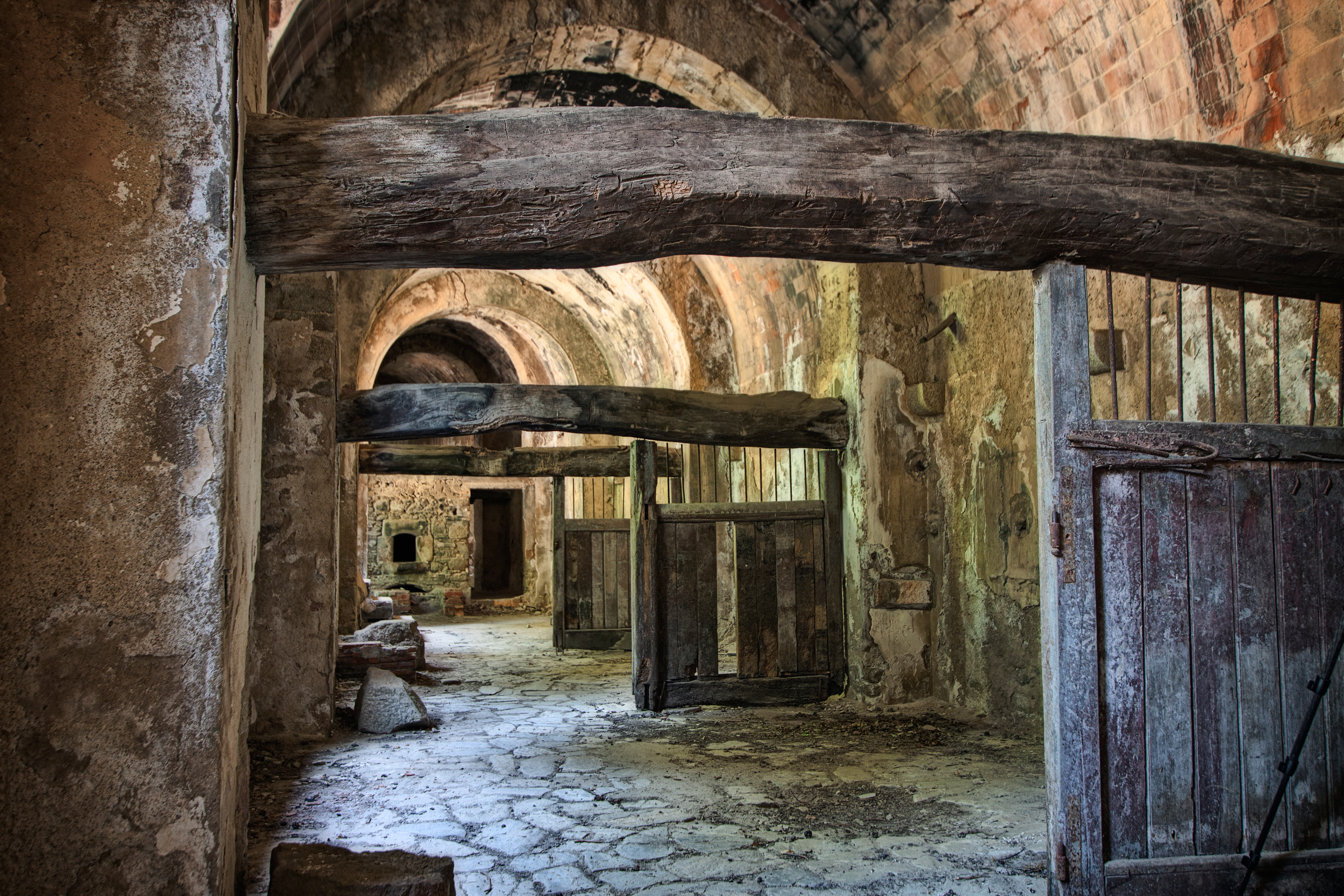
Les écuries.